# ناتاشا مارش
ناتاشا مارش (بالإنجليزية: Natasha Marsh)‏ هي مغنية ومغنية أوبرا بريطانية، ولدت في 1975 في بريكون في المملكة المتحدة.

## وصلات خارجية
- ناتاشا مارش على موقع ميوزك برينز (الإنجليزية)
- ناتاشا مارش على موقع ديسكوغز (الإنجليزية)